# Friedrich Gennrich
Friedrich Gennrich (* 27. März 1883 in Colmar; † 22. September 1967 in Langen (Hessen)) war ein deutscher Musikwissenschaftler und Romanist.

## Leben und Werk
Gennrich studierte in Straßburg Musikwissenschaft bei Friedrich Ludwig und Romanische Philologie bei Gustav Gröber, ferner in Paris bei Joseph Bédier. Er promovierte mit (Hrsg.) Le Romans de la dame à la lycorne et du biau chevalier au lyon. Ein Abenteuerroman aus dem 1. Drittel des 14. Jahrhunderts (Halle a. S. 1908) und war als Gymnasiallehrer tätig, zuerst in Straßburg, ab 1919 in Frankfurt am Main. Dort habilitierte er sich 1927 in der Musikwissenschaft und 1929 in der Romanistik. Er war von 1934 bis 1964 außerplanmäßiger Professor an der  Universität Frankfurt am Main und publizierte zahlreiche Forschungsergebnisse im Selbstverlag. Sein umfangreicher Nachlass wurde 1980 von der Universitätsbibliothek Frankfurt am Main erworben.

## Weitere Werke (in Auswahl)
- Musikwissenschaft und romanische Philologie. Ein Beitrag zur Bewertung der Musik als Hilfswissenschaft, Halle a.S. 1918
- Rondeaux, Virelais und Balladen aus dem Ende des XII., dem XIII. und dem ersten Drittel des XIV. Jahrhunderts mit den überlieferten Melodien, 2 Bde., Dresden 1921, 1927
- Der musikalische Vortrag der altfranzösischen Chansons de geste. Eine literarhistorisch-musikwissenschaftliche Studie, Halle a.S. 1923
- Die altfranzösische Rotrouenge. Literarhistorisch-musikwissenschaftliche Studie, Halle a. S. 1925
- Grundriss einer Formenlehre des mittelalterlichen Liedes als Grundlage einer musikalischen Formenlehre des Liedes, Halle a.S. 1932, Tübingen/Darmstadt 1970
- Die Strassburger Schule für Musikwissenschaft. Ein Experiment oder ein Wegweiser? Anregungen zur Klärung grundsätzlicher Fragen, Würzburg 1940
- Troubadours, Trouvères, Minne- und Meistergesang, Köln 1951, 1960, Laaber 2010 (Das Musikwerk 2)
- (Hrsg.) Altfranzösische Lieder, Tübingen 1955
- (Hrsg.) Bibliographie der ältesten französischen und lateinischen Motetten, Darmstadt 1957
- (Hrsg.) Lo gai saber. 50 ausgewählte Troubadourlieder. Melodie, Text, Kommentar, Formenlehre und Glossar, Darmstadt 1959
- Das altfranzösische Rondeau und Virelai im 12. und 13. Jahrhundert, Langen bei Frankfurt 1963
- (Hrsg.) Die Kontrafaktur im Liedschaffen des Mittelalters, Langen bei Frankfurt 1965